# Erebia derufata
Erebia derufata är en fjärilsart som beskrevs av Hans Fruhstorfer 1909. Erebia derufata ingår i släktet Erebia och familjen praktfjärilar. Inga underarter finns listade i Catalogue of Life.